# Europa
Europa je smještena na zapadnom djelu Euroazije i zasebni kontinent. Izdvajanje Europe od Azije potječe još od antičkog doba. Stari Grci smatrali su Europu kopnom zapadno od Bospora i Dardanela, a Aziju kao kopno istočno od tih morskih prolaza. U kasnijim stoljećima došlo je do spoznaje da su Europa i Azija široko povezane i da neke izrazite prirodne granice na kopnu nema. Ipak, zbog tradicije, ali i zbog povijesnih i kulturnih razlika sačuvala se podjela na Europu i Aziju.
U tradicionalnoj je podjeli Europe i Azije granica dogovorena. Kopnena granica Europe i Azije polazi od Jugorskog poluotoka na sjeveru, prolazi gorjem Uralom i nastavlja rijekom Ural do Kaspijskoga jezera. Između Kaspijskoga jezera i Crnoga mora prolazi Kavkazom. Na moru granica prolazi kroz morske prolaze Bospor i Dardanele. Površina tradicionalno omeđene Europe približno iznosi 10,180.000 km². Takva se tradicionalna granica Europe i Azije te granice pojedinih država, političke granice, ne poklapaju.
Granice kontinenta određuje gorje i rijeka Ural, Kaspijsko jezero i Kavkaz na istoku, Atlantski ocean na zapadu, Sredozemno more, Crno more i Gibraltarski tjesnac na jugu te Sjeverno ledeno more na sjeveru. Proteže se od 9°30' zapadne zemljopisne dužine do 68°5' istočne zemljopisne dužine i od 71°11' sjeverne zemljopisne širine. do 36° sjeverne zemljopisne širine. Ukupan broj država u Europi je 44, a nekoliko država ubraja se u Euroazijske države – Kazahstan, Ruska Federacija, Turska, Azerbajdžan i Gruzija.

## Geografski smještaj Europe
Euroazija je najveća kopnena cjelina svijeta (55,000.000 km²). Sastoji se od dva kontinenta, Europe i Azije, koji fizički nisu odvojeni, ali se razlikuju svojim kulturološkim, gospodarskim i političkim obilježjima te povijesnim razvitkom. Znanstvenici su tijekom povijesti različito određivali granicu između ta dva kontinenta. Danas je najčešće prihvaćena granica koja prati gorje Ural, rijeka Ural, dotiče zapadnu obalu Kaspijskog jezera, prolazi planinom Kavkaz do Crnog mora te kroz morske prolaze Bospor i Dardanele te izlazi na Egejsko more.
Ta granica određuje Europu kao cjelinu sastavljenu od 42 teritorijano cjelovite države i europskih dijelova Ruske Federacije i Turske. S obzirom na površinu koje je otprilike 10 523 000 km², Europa je među najmanjim kontinentima. Zauzima 1/4 ukupne površine Euroazije. Pritom je odnos između površina europskog dijela Ruske Federacije i preostalih 44 država 42 %:58 %. Europa je vrlo gusto naseljen kontinent sa srednjom gustoćom naseljenosti od 69 stan./km².

"Europa" je ime žene u grčkoj mitologiji, koju je oteo Zeus u liku bika. Ipak, mit ne objašnjava zašto je kontinent nazvan po njoj. U Grčkoj se taj pojam spominje prvi put u 6. stoljeću pr. Kr. Čini se da su u početku tako zvali kontinentalni dio Grčke sjeverno od Korintskog zaljeva, a zatim i sve zemlje sjeverno od Sredozemnog mora. 
 Postoji i drugo objašnjenje, da ime kontinenta dolazi od riječi ereb, koja je na jednom semitskom jeziku[razjasniti] označavala zapad, mjesto zalaska sunca. Naime, za semitske (bliskoistočne) narode, sunce zalazi nad Europom.

## Zemljopisni položaj i smještaj
Zemljopisni smještaj određuje se pomoću stupanjske mreže. Europa je smještena u središnjem dijelu sjeverne polutke. Paralela (usporednica) na 45° sjeverne zemljopisne širine prolazi i kroz Hrvatsku. Početni nulti meridijan (podnevnik) prolazi kroz zvjezdarnicu Greenwich (pokraj Londona) i određuje smještaj Europe manjim dijelom na zapadnoj polutki, a većim dijelom na istočnoj. Krajnje točke kopnenog dijela Europe nalaze se na sjeveru u Norveškoj (rt Kinnarodden), na zapadu u Portugalu (rt Da Roca), na jugu u Španjolskoj (rt Tarifa) i na istoku u Rusiji (Sjeverni Ural). Osim cjelovitog kopna, ovom kontinentu pripadaju i brojni otoci te otočne skupine u Atlantskom oceanu i Sredozemnom moru.Budući da je smještena najvećim dijelom u sjevernom umjerenom pojasu, a tek manjim dijelom u sjevernom hladnom pojasu, Europa je imala povoljne uvjete za razvoj naseljenosti te ostvarivanje raznovrsnih kulturno-civilizacijskih i gospodarskih dostignuća.
Zemljopisni položaj nekog kontinenta određen je njegovim odnosom prema susjednim kontinentima i morima. Europa je položena u središnjem dijelu kopnene polutke. Okružuju je Afrika i Azija, a od mora je prometno važan Atlantski ocean te Sredozemno more i Sjeverno ledeno more. Brojna vrata, prolazi i kanali omogućavaju joj dobru pomorsku povezanost s ostatkom svijeta. Sve je to pridonjelu nekadašnjem položaju kulturno-civilizacijskog središta Starog svijeta. Danas je povoljnost smještaja i položaja vidljiva u izrazitoj gustoći naseljenosti te važnom mjestu Europe u svjetskoj trgovini i prometu.

## Postanak i izgled reljefa

### Reljef Europe
Reljef Europe je raznolik po izgledu i starosti. Najveći dio Europe zauzimaju nizine (prostori do 200 metara visine), a samo 17 % površine prostire se iznad 500 metara. Najviši vrh Europe, Elbrus, visok je 5642 metara. S takvim postotnim udjelima apsolutnih visina Europa je prosječno najniži kontinent. Pod utjecajem vanjskih čimbenika i unutarnjih sila reljef se neprestalno mijenja. Iz toga proizlazi sveza između njegova izgleda i starosti. Mlađa reljefna uzvišenja viša su i strmija za razliku od starijih. Međutim današnji izgled Europe nije nastao odjednom. S obzirom na starost tj. vrijeme nastanka, reljef je podijeljen u tri osnovne skupine: prastaru Europu, staru Europu i mladu Europu.

### Prastara Europa
Prastara Europa je oblikovana u arhaiku (arhaik je započeo prije oko 3.800,000.000, a trajao je do prije 2.500,000.000 godina). Tada je nastao Baltički štit, čiji je južni nastavak Ukrajinski štit, a veza između njih je mlađim naslagama prekrivena Ruska ploča. Sjeverozapadni dio Baltičkog štita prekriven je donjopaleozoičkim orogenetskim pojasom Kaledonida, a starost stijena se povećava prema istoku. Baltički i Ukrajinski štit u donjem paleozoiku činili su kontinent Baltiku (Fenosarmaciju).

### Stara Europa
Stara Europa je oblikovana u sljedećoj geološkoj eri – paleozoiku. Tada su nastala stara gromadna gorja. Prepoznatljiva su po blagim padinama i zaobljenim vrhovima, a uglavnom nisu viša od 1000 metara nadmorske visine. Navedene značajke omogućavaju laku prohodnost. Ta su gorja bogata rudama (osobito ugljenom i željeznom rudom), stoga su na tim područjima nastale prve industrijske regije i veći gradovi.
Stara gromadna gorja su gorja u Britaniji, Irskoj, zatim Skandinavsko gorje, Ural, Meseta, Središnji masiv, Ardeni, Vogezi, Njemačko-češko sredogorje i Rodopi.
Sljedeća geološka era je mezozoik kada počinje nastanak mladog ulančanog gorja i traje intenzivno trošenje postojećeg reljefa.

### Mlada Europa
Mlada Europa je oblikovana u geološkoj eri koja obuhvaća današnje doba. Naziva se kenozoik te se, s obzirom na starost, dijeli na tercijar i kvartar. U tercijaru je došlo do izdizanja mladih ulančanih planina. Njihove karakteristike su strme padine te oštri i visoki vrhovi. Kako se najčešće pojavljuju u nizu, kažemo da su ulančane. Mlade ulančane planine smještene su na jugu Europe. To su Alpe (najveći planinski lanac Europe) na koje se nadovezuju Apenini, Dinaridi i Šarsko-pindsko gorje. Istočnije se prostiru Karpati i Stara Planina. Na Pirinejskom poluotoku su Pirineji i Betijski Kordiljeri. S obzirom na geološku prošlost zemlje te su planine izrazito mlade tako da se njihov okolni prostor još nije smirio. Zato su na tom području česti potresi i vulkanske erupcije (npr. Etna na Siciliji, Stromboli i Otok Surtsey, navodno najmlađi vulkan na svijetu). 
 Za razliku od starog gromadnog gorja, mlade ulančane planine siromašne su rudama, visoke su i strme, a u prošlosti bile su i smetnja za prometno povezivanje sjevera i juga Europe. Međutim, one imaju i niz gospodarskih pozitivnih odlika: mogućnost ispaše stoke, sječa suma te upotreba planinskih rijeka za dobivanje električne energije. Rijeke obiluju vodom i strmog su pada. Tijekom 20. stoljeća počelo se vrednovati turističke mogućnosti planinskog prostora, a prometne poteškoće riješene su probijanjem tunela i gradnjom suvremenih prometnica preko planinskih prijevoja.
Današnji izgled Europa je dobila nakon zadnjeg ledenog doba. Na pojedninim prostorima unutarnje sile pomlađuju postojeće reljefne oblike (npr. ponovno izdizanje starog gorja Rodopi), a promjenom klimatskih uvjeta jačaju procesi razaranja. Oblikuju se nizine čije naslage tj. nataloženi materijal, nastaju radom različitih vanjskih čimbenika (vode, vjetra, ledenjaka). Pritom starost podloge ne treba biti jednaka starosti naslaga. Primjer je Istočnoeuropska nizina čija je podloga Ruska ploča arhaičke starosti, a naslage nastale radom ledenjaka i vjetra su tercijarne i kvartarne. Veće europske nizine su Sjevernonjemačka, Pribaltička, Padska, Panonska, Vlaška i Tračka.

## Povijest
Smatra se da je vrsta Homo naseljavala je Europu još prije milijun i pol godina. Kromanjonci su se pojavili prije oko 40 000 godina. Stara Grčka smatra se kolijevkom europske kulture. Rimsko Carstvo, a s njim i kršćanstvo, ujedinilo je velik dio kontinenta s težištem na Sredozemlju.
Nakon pada Rima i doseljavanja raznih naroda iz Azije, europski je napredak usporio tijekom razdoblja koje je poznato kao srednji vijek. 
Karlo Veliki je udario temelje jedne nove, zapadnije Europe, kojoj središte više nije u Rimu, ali i ona ostaje raskomadana unatoč pokušajima njemačkih careva Svetoga Rimskog Carstva.
Riječ Europa se gubi, a umjesto nje prevladava pojam kršćanski svijet i jedinstveni pothvati u tom smislu (križarski ratovi, katedrale). Padom Konstantinopola (1453.) započeta je invazija Turaka i Osmanskog Carstva na Europu koja je dovela do okupacije velikoga dijela Jugoistočne Europe i početka islamizacije.
Europa se redefinira u 16. stoljeću zbog renesanse i prekooceanskih kolonija. Nastaju jaka kraljevstva i budi se nacionalizam. Francuska revolucija (započeta 1789., uvela načelo "sloboda, jednakost, bratstvo") i industrijska revolucija donose inovacije kojima će Europa u 19. stoljeću zavladati cijelim svijetom.
Godine 1804., Napoleon Bonaparte proglasio se carem Francuske i krenuo u osvajanje Europe. Osvojio je Španjolsku, Sveto Rimsko Carstvo, Austrijsko Carstvo, Poljsku gdje ukida feudalizam, ali je poražen u Ruskom Carstvu (1812.) jer su Rusi zapalili Moskvu i namirnice za njegovu vojsku. 1815. definitivan poraz doživio u Bitki kod Waterlooa.
Godine 1848., razvijaju se narodni pokreti i pokreće revolucija koja je zahvatila Austro-Ugarsku (njezini narodi htjeli su neovisnost) ali koja ju je ugušila uz pomoć ruske vojske.
Dva svjetska rata 20. stoljeća vode se najvećim dijelom na europskom tlu. 1914. austro-ugarski prijestolonasljednik Franjo Ferdinand ubijen je u Sarajevu što je poslužilo vlastima u Beču da optuži Beograd i napadne Srbiju i Crnu Goru, što je dovelo do prvog svjetskog rata u koji su se uključili i Rusija, Velika Britanija, Njemačka te na kraju i SAD. Njegov povod bio je samo izlika velesila za borbu za teritorijem. Rat je završen 1918. Drugi svjetski rat (1939. – 1945.) počeo je kada je Njemačka napala Poljsku. Završio je porazom Nacističke Njemačke, Fašističke Italije i Japana. Europa gubi svjetsku vlast i kolonije, a hladni rat stvara jaku podjelu na kapitalističku Zapadnu Europu i komunističku Istočnu Europu pod Sovjetskim Savezom. Njih dijeli i podjela na NATO pakt i Varšavski pakt.
U kasnom 20. stoljeću ujedinjuje se Njemačka i nestaju višedržavne komunističke zajednice poput Sovjetskog Saveza, Čehoslovačke i Jugoslavije, koja se raspala u velikosrpskoj agresiji na Hrvatsku i Bosnu i Hercegovinu.
Nastaje Europska unija, politička i ekonomska zajednica 28 europskih zemalja.

## Razvedenost Europe
Europa je kontinent snažno orijentiran na more. Usmjerenost na more (ribarstvo, pomorstvo, trgovina, brodogradnja, turizam) i njegov utjecaj na kopno naziva se maritimnost. Trećinu njezine kopnene površine čine otoci i poluotoci. Brojni zaljevi ulaze duboko u kopno, pa unutrašnjost nigdje nije bitno udaljena od mora. Europa je najmaritimniji i najrazvedeniji kontinent.
Najveći poluotoci su Skandinavski, Pirinejski i Apeninski. Veći otoci u Atlantskom oceanu su Velika Britanija, Irska, Island, Ovčji otoci, Novaja zemlja, Zemlja Franje Josipa i Svalbard, a u Sredozemnom moru Korzika, Sardinija, Sicilija i Kreta te umjetno stvoren otok Peloponez (nekada je bio poluotok). Otočne skupine su Baleari, Sporadi i Cikladi. Glede njegova zemljopisnog položaja Grenland pripada prostoru Arktika, ali s državno-političkog gledišta Europi tj. Danskoj.

### Morska pročelja
U Europi se izdvajaju tri morska i obalna pročelja: sjeverno, zapadno i južno.
Sjeverno morsko i obalno pročelje obuhvaća prostor Barentsova mora, Bijelog mora te veći dio Karskog mora. Ta su mora plitka, odnosno njihova prosječna dubina iznosi od 200 do 300 metara. Njihove su obale slabo naseljene. Zbog tople Golfske struje jugozapadni dio Barentsova mora plovan je (sve do ruske luke Murmansk) tijekom cijele godine. Ostale obale Rusije većim su dijelom godine zaleđene i nužni su ledolomci za održavanje plovidbe sjevernim morskim putem.
Zapadno morsko i obalno pročelje obuhvaća prostor od Gibraltarskih vrata do Nordkappa. Obale su većinom niske, pa omogućavaju prodor vlažnog zraka s Atlantika duboko u unutrašnjost. Ta su mora bogata planktonom i nisu veoma duboka. Sjeverno more bogato je ribolovno područje, a iz njegova se podmorja crpe nafta i zemni plin (Dogger Bank). Norveško more bogato je planktonom i nije zaleđeno iako se nalazi iznad sjeverne polarnice, a tome utječe topla Golfska struja.

Južno morsko pročelje proteže se od Gibraltarskih vrata do istočnih obala Crnog mora. Obuhvaća Sredozemno more s njegovim manjim morima. Većina obala je strma i stjenovita. Ta su mora turistički vrlo privlačna zbog topline i velike prozirnosti.

### Vrste obala
Obale mogu biti strme (klifovi) i niske (žalovi). Strme obale nastaju uz planinska područja (npr. obale Sredozemnog mora), a niske uz nizinska područja (npr. južne obale Sjevernog i Baltičkog mora).
Obale mogu biti različito razvedene. Jadran ima uzdužnu obalu koja se s otocima i poluotocima pruža usporedno. To je tzv. dalmatinski tip obale. Poprečno razvedena obala nalazi se uz Norvešku gdje su obalni reljefni oblici, uglavnom, okomito položeni na smjer pružanja kopna. To je tzv. norveški tip obale. Neodređeni tip obale nema određen smjer pružanja u odnosu na pružanje kopnene cjeline (npr. sjeverna obala Crnog mora).

## Klima
Klima je prosječno stanje atmosfere (plinovita Zemljina omotača) nad nekim područjem, promatrano u duljem razdoblju, odnosno od 25 do 35 godina. Na klimu utječu brojni klimatski faktori.
Zemljopisna širina
- Najveći dio Europe smjestio se u sjevernom umjerenom pojasu što znači da klima ima uglavnom umjerena obilježja. Smjena četiriju godišnjih doba i ujednačen godišnji raspored padalina osnovne su karakteristike klime Europe. Krajnji sjeverni dijelovi kontinenta nalaze se sjevernije od sjeverne polarnice (66° 33') tj. u sjevernom polarnom pojasu, što uvjetuje pojavu polarne klime.
Morske struje
- Topla Golfska struja zagrijava more uz obale zapadne i sjeverne Europe. Toplije more uzrok je većih količinama padalina jer je veće isparavanje iz toplijeg mora.
Raspored kopna i mora
- Raspored kopna i mora je važan zbog značajke mora da se sporo grije i sporo hladi, dok se kopno brzo hladi i zagrijava. Zato su u krajevima udaljenijima od mora, tj. dublje na kontinentu ljetne temperature prilično visoke, a zimske niske. Suprotno tome, područja uz more imaju blaže zime i nešto manja vruća ljeta. Temperaturne razlike (amplitude) povećavaju se udaljavanjem od mora. Količina padalina, također, ovisi o blizini mora. Glavni zapadni vjetrovi donose vlagu na kontinent s Atlantika, pa se količina padalina smanjuje prema istoku tj. unutrašnjosti kontinenta (osim južne Europe). Možemo zaključiti da je s udaljavanjem od mora maritimnost (utjecaj mora) sve slabija, a kontinentalnost (utjecaj kopna) se povećava.
Reljef
- Utjecaj reljefa na klimu očituje se ponajviše kroz nadmorsku visinu. U reljefno višim područjima (planine više od 1000 metara) primjetan je znatan pad temperature s visinom. Temperatura se smanjuje prosječno 0,5 °C na svakih 100 metara visine zbog udaljavanja od površine Zemlje (koja odašilje toplinu primljenu od sunca). Reljefno viši prostori primaju više padalina jer se vlažne zračne mase izdižu kako bi ih prešle te dolazi do hlađenja i kondezacije (pretvaranje vodene pare u vodene kapljice). To, naravno, vrijedi za padine okrenute u smjeru vjetra koji donosi padaline.
U većem dijelu Europe uz obalu su nizine te vlažne zračne mase, nošene zapadnim vjetrovima, mogu prodrijeti duboko u unutrašnjosti kontinenta. Suprotna je situacija uz obale južne Europe gdje prodor vlažnih zračnih masa u unutrašnjost sprječavaju mlade ulančane planine koje se pružaju uz obale. Slično je i na području Skandinavije te u Ujedinjenom Kraljevstvu.

## Klimatsko-vegetacijska područja
Atlantski ocean je glavni izvor vlage za Europu. Donose je zapadni vjetrovi. Količina padalina smanjuje se udaljavanjem od Atlantskog oceana. Manje padalina primaju zavale zbog reljefne zatvorenosti. U krajevima bližima moru većina padalina padne zimi, a u udaljenijim područjima ljeti.
U Europi prevladavaju umjerene klime: umjereno topla i umjereno kontinentalna te sredozemna klima. Slabije su zastupljene polarna i stepska klima. Biljni pokrov (vegetacija) ovisi o klimi, no važan je i utjecaj čovjeka. Izvorna je vegetacija rijetka. Čovjek je uništio goleme površine prirodne vegetacije gradeći naselja, i prometnice te stvarajući obradive površine.

### Umjereno topla klima
Umjereno toplu klimu imaju zapadna Europa, veći dio srednje i jugoistočne te manji dio sjeverne Europe - dakle gotovo trećina kontinenta. Padaline su podjednako raspodijeljene tijekom cijele godine. Ljeta su topla, a zime hladne. Jug ima vruća ljeta (uz Crno more, Panonska nizina i dolina rijeke Po). Na zapadu, u središnjem dijelu i na jugoistoku ljeta su topla, a na sjeveru (obala Norveške i južni Island) su svježa.
Godišnje razlike ljetnih i zimskih temperatura povećavaju se prema istoku (udaljavanjem od Atlantskog oceana), a količina padalina se smanjuje. Ljeta su prema jugoistoku sve toplija, a zime prema sjeveroistoku sve hladnije (s mnogo snijega). Karakterističnu vegetaciju čine listopadne i mješovite šume. Najčešće vrste drveća su bukva, hrast i javor. Danas su najvećim dijelom iskrčene i pretvorene u pašnjake i oranice (zasijane uglavnom krmnim biljem, žitaricama, krumpirom i industrijskim biljem).

### Umjereno kontinentska klima
Prevladava na istoku i sjeveru te dijelom u središnjoj i jugoistočnoj Europi. Zime su duge i hladne, a ljeta kraća i topla (na sjeveru svježa). Godišnje temperaturne razlike su velike. Količine padalina su umjerene i smanjuju se udaljavanjem od Atlantika i prema sjeveru (jer hladniji zrak sadrži manje vlage). Čest je snijeg. Stepe (niske trave) prevladavaju na jugu, a u središnjem dijelu listopadne i miješane šume. Na sjeveru rastu tajge. Tipične biljne kulture mijenjaju se od juga prema sjeveru - od manje otpornih na hladnoću prema otpornijima (od žitarica do krmnog i industrijskog bilja).

### Sredozemna klima
Sredozemna (mediteranska) klima raširena je u južnoj Europi, ali samo u uskom pojasu uz Sredozemno more. Zime su blage i kišovite, a ljeta suha i topla. Čest problem je ljetna suša. Prirodna vegetacija - šume hrasta crnike i medunca, primorskog bora i čempresa - najvećim su dijelom uništene pretjeranom sječom i ispašama te čestim požarima. Nakon uništenja šuma nastala je makija (zimzelena šikara). Degradacijom (daljnim uništavanjem) makije javlja se garig, a njegovim uništenjem goli kamenjar. Karakteristične biljne kulture su masline, smokve, vinova loza, agrumi te rano voće i povrće.

### Polarna klima
Polarnu klimu imaju krajnji sjever te najviši dijelovi Alpa i Skandinavskog gorja. Zime su duge i hladne, a ljeta kratka i svježa. Prosječna ljetna temperatura niža je od 10 °C. Količina padalina je mala, i to zbog toga što je hladni zrak može primiti malo vlage. Vegetaciju čini tundra (tundre su oblasti mahovina, lišajeva te zakržljalog grmlja), koja se tijekom kratkog ljeta zazeleni i rascvjeta. I na višim planinama klima je polarna. Temperatura se se smanjuje s nadmorskom visinom, stoga je vrlo niska.
Zime su duge i hladne, a količina padalina se povećava zbog kondenzacije prouzročene hlađenjem zraka. Čest je snijeg. Listopadnu i mješovitu šumu na većim visinama smjenjuje crnogorična, a iznad granice šume javlja se klekovina, zatim planinski pašnjaci, kamene goleti te trajni snijeg i led.

### Stepska klima
Stepsku klimu imaju sjeverne obale Crnog mora i Kaspijskog jezera te dijelovi Španjolske. Padaline su rijetke. Nekad prevladavajuća vegetacija stepa uglavnom je pretvorena u oranice na kojima, uz navodnjavanje, uspijevaju razne vrste žitarica i krumpir.

## Rijeke
Budući da je Europa kontinent male površine te razvedenih obala i raznolikog reljefa, rijeke su uglavnom kraće. Ravnomjerni raspored i dovoljna količina padalina osiguravaju većini tekućica dovoljno vode od izvora do ušća.
Većini rijeka se puni kišama, pa kažemo da imaju kišni riječni režim. To posebno vrijedi za rijeke u zapadnoj i južnoj Europi. Vodostaj tih rijeka je tijekom godine ujednačen (posebno u zapadnoj Europi), a pogodne su za plovidbu. Primjer je Temza.
Vodostaj rijeka sa snježnim riječnim režimom ponajviše ovisi o kopnjenju snijega. Vodostaj im je zato najviši u kasno proljeće i početkom ljeta. Primjer su rijeke koje izviru u Alpama.
Većina rijeka ima mješoviti kišni režim koji je kombinacija kišnog i snježnog. Te rijeke imaju dva maksimuma vodostaja (u doba najvećih kiša i kopnjenja snijega). Primjer je Rajna čiji su maksimumi u kasno proljeće i jesen.

### Korištenje rijekama
Rijekama se služimo za plovidbu (npr. Rajna i Dunav), vodoopskrbu kućanstva i industrije, proizvodnju električne energije (npr. u Alpama) i natapanje obradivih površina na sušnjim područjima. Osim toga, služimo se njima za ribolov (npr. Volga), turizam i rekreaciju te splavarenje drveta (na Skandinavskom poluotoku). Brojne europske rijeke povezane su plovnim kanalima što povećava dužinu plovnih puteva. Primjeri su za to kanali Rajna - Majna - Dunav i Mitteland u Njemačkoj te kanal Volga - Don u Rusiji. Mnoge rijeke onečišćene su otpadnim vodama iz industrije, kućanstava i poljoprivrednih površina.

### Sljevovi
Europske rijeke pripadaju jednom od pet glavnih sljevova. Manje rijeke utječu u veće, a ove se ulijevaju u neko more, ocean ili jezero, tj. pripadaju jednom od sljevova. Granice između sljevova ili razvodnice uglavnom prolaze vrhovima planina.
Površinom je najveći atlantski slijev. On obuhvaća sljevove Sjevernog, Baltičkog, Norveškog i Sjevernog ledenog mora. Mnoge rijeke u tom slijevu imaju ušća u obliku estuarija. Zahvaljujući ujednačenom vodostaju i ušćima vrlo pogodnim za smještaj morsko-riječnih luka te visokoj gospodarskoj razvijenosti zaleđa, ovdje se nalaze najveća europska luka Rotterdam te nekoliko velikih, npr. London i Hamburg. Najvažnije rijeke su Rajna, Laba (Elba), Temza, Sena, Loire i Tejo. Baltičkom slijevu pripadaju Odra, Visla i Zapadna Dvina (Daugava) te mnoge manje rijeke. Rijeke u slijevu Norveškog mora uglavnom su kratke i nepovoljne za plovidbu, ali zbog obilja vode i prirodnog pada povoljne su za gradnju hidroelektrana. Rijeke u slijevu Sjevernog ledenog mora su velik dio godine zamrznute. Najvažnije su Pečora i Sjeverna Dvina.
Rijeke sredozemnog slijeva uglavnom su kratke i siromašne vodom. Brojne manje rijeke nemaju stalni tok jer su popnrnice ili ljeti presuše. Veće su rijeke Po, Rhône i Ebro. U Bosni i Hercegovini se ističe Neretva.
Crnomorskom slijevu pripadaju Dnjepar, Dnjestar, Don i Dunav, druga najduža rijeka Europe. Prometna važnost Dunava porasla je povezivanjem s Majnom i Rajnom. Ušće Dunava u Crno more je u obliku Delte i nepogodno je za gradnju luke. Tom slijevu pripadaju i rijeke Sava i Drava.
Slijev Kaspijskog jezera je zatvoren tip slijeva. Važnije rijeke su Volga i Ural. Volga je najveća europska rijeka po dužini, količini vode, veličini proječja i delti. Na Volgi su sagrađene brojne hidroelektrane.

## Jezera
Veća europska jezera nalaze se na sjeveru i u Alpama. Ta su jezera ledenjačkog (glacijalnog) postanka. Nastala su radom ledenjaka u posljednjem ledenom dobu. Nalaze se u udubinama koja je, krećući se, stvorio ledenjak. Primjeri su Lago di Garda i Bledsko jezero u Alpama te Ladoga u Rusiji.
Tektonska jezera nastala su složenijim pomicanjima Zemljine kore. Primjeri su Ohridsko i Skradinsko (smještena u rasjedu). Kaspijsko jezero površinom je najveće jezero svijeta i ujedno najveća depresija u Europi (-28 metara). Ostatak je nekadašnjeg većeg mora. Česta su još riječna jezera, koja nastaju većinom u donjem toku rijeka i krška jezera (Crveno i Modro pokraj Imotskog). Vulkanskih jezera u Europi je malo - najpoznatije je Nemi u blizini Rima, koje je smješteno u krateru ugaslog vulkana. Umjetna jezera nastala su djelovanjem čovjeka: gradnjom hidroelektrana, ribnjaka ili iskapanjem građevinskog materijala. Primjer je veliko Samarsko jezero na Volgi.

## Etnički sastav

### Prvo stanovništvo
Spoznaje o prvim stanovnicima Europe otkrivene su na temelju arheoloških ispitivanja i njihovih procjena. Prvi tragovi naseljenosti potječu iz razdoblja starijeg kamenog doba (paleolitika). Ostaci tadašnjih ljudi pronađeni su na području središnje i južne Europe. Tijekom mlađeg kamenog doba ili neolita (prije 10.000 godina) širio se opseg naseljavanja spomenutih područja. Stanovništvo se, uz stočarstvo počelo baviti i ratarstvom, a to je utjecalo na povećanje broja stanovnika. Na područjima gušće i starije naseljenosti razvile su se prve visoke civilizacije. Jedna od njih, sumeransko-babilonska imala je jak utjecaj na razvoj kulture i civilizacije na otoku Kreti. Tako se sredinom 3. tisućljeća prije Krista razvilo civilizacijsko središte Europe na prostoru istočnog Sredozemlja. Tijekom brončanog i željeznog doba postala je moguća proizvodnja hrane što je utjecalo na porast broja stanovnika i gustoću naseljenosti.

### Seobe naroda
Tijekom 2. tisućljeća prije Krista, Europu je počela naseljavati porodica indoeuropskih naroda, koja danas čini većinu europskog stanovništva. Ta porodica se dijeli na veće skupine naroda: Kelte, Germane, Slavene i Romane. Na početku najveći dio Europe su zauzeli Kelti. Civilizacijsko središte Europe bilo je još smješteno na Mediteranu. Do 4 stoljeća prije Krista zarište kulture bila je grčka civilizacija koja je osinvala svoje kolonije na Sredozemlju. Od 4. stoljeća prije Krista počinje uspon rimske civilizacije predvođene Latinima i ostalim plemenima s Apeninskog poluotoka. Rimskim osvajanjima civilizacijsko je žarište Europe preneseno s područja istočnog Sredozemlja na zapadno, a latinski je jezik istisnuo keltski. Došlo je i do premještanja Germana sa sjevera prema Pirinejskom i Apeninskom poluotoku. Germani su potisnuli Kelte, ali ne i romanizirani jezik. Na područje Germana postupno se naseljavaju Slaveni. Posljednja velika promjena jezičnog sastava Europe nastala je dolaskom naroda uralsko-altajske porodice u koju spadaju i Mađari. Oni su u 9. stoljeću naselili Panonsku nizinu i razdvoli slavene na Zapadne i Južne.

### Današnja Europa
Jezični sastav Europe otad se nije bitno promijenio, iako su Europu tijekom povijesti potresali brojni ratovi, politički sukobi, seobe i promjene državnih granica. Velike skupine naroda koje pripadaju indueuropskoj porodici su: Slaveni, Germani i Romani. Narodi Grci, Albanci, Litavci, Irci, Škoti, Velšani i Romi ne pripadaju niti jednoj spomenutoj skupini, ali pripadaju indoeuropskoj porodici. U Europi žive još pripadnici Uralo-Altajske prodice koja se dijeli na Ugrofinsku i Altajsku skupinu, a Baski i Maltežani ne pripadaju ni jednoj navedenoj porodici. Većina naroda živi u jednonacionalnim državama. U tim je državama jedan narod u većini. U višenacionalnim državama ravnopravna su dva ili više naroda. To su, primjerice, Bosna i Hercegovina, Belgija te Ujedinjeno Kraljevstvo. Osim pripadnika državotvornih naroda, u svakoj žive i pripadnici drugih naroda koji čine nacionalne manjine. Treba razlikovati narodnost od državljanstva jer državljanstvo neke države ne mora značiti i pripadnost većinskom narodu u toj državi, npr. francuski Arapi.
Iako se u Europi govori 117 jezika, mnogo je manje službenih jezika. Većina država ima jedan službeni jezik, no Irska, Finska, Španjolska i Malta imaju dva, Belgija te Bosna i Hercegovina tri, a Švicarska čak četiri.
██ grčko
██ grčko i latinica
██ latinica
██ latinica i ćirilica
██ ćirilica
██ gruzijsko
██ armensko
Europa nema niti jedinstveno pismo. Najveći dio njezina stanovništva služi se latinicom. U istočnom i djelomičnom jugoistočnom dijelu Europe raširena je ćirilica, a u Grčkoj grčko pismo. Velik utjecaj na kulturu i način života ima i religija (vjeroispovijest). Većina stanovnika Europe pripada kršćanima koji se dijele na protestante, katolike i pravoslavce. Nakon prodora naroda s područja jugozapadne Azije (stvaranje Osmanskog Carstva) dio Slavena i dio Albanaca prešao je na islam. Islamske su vjere i brojni useljenici u Europu, koji su došli iz afričkih i azijskih država.

## Stanovništvo
U Europi živi oko 742,500.000 stanovnika ili 72.94 st/km². Na naseljenost utječu prirodni i društveni preduvjeti. U prirodne preduvjete ubrajamo reljef, klimu, vegetaciju, vrstu tla, opskrbljenost vodom rudonosne izvore... Društveni preduvjeti su stupanj razvijenosti gospodarstva, politička stabilnost, mogućnost zapošljavanja...
Europa je gusto naseljen kontinent. Do 19. stoljeća imala je spor porast broja stanovnika, ali ne zbog malo novorođenčadi, nego zbog mnogo umrlih. Znači da su i rodnost i smrtnost bile velike. Tijekom 19. stoljeća nove tehnologije i nova organizacija rada povećale su produktivnost u proizvodnji, što je utjecalo na pojjeftinjenje proizvoda i povećanje kupnje. Došlo je do napretka u medicini i poboljšani su higijenski uvjeti života u naseljima. Sve to rezultira višim životnim standardima i produljenim životnog vijeka ljudi te smanjenjem smrtnosti. Kako je rodnost ostala ista, a smrtnost se smanjila, došlo je do naglog povećanja broja stanovnika. Razlika između rodnosti i smrtnosti naziva se prirodna promjena, a ona može biti pozitivna (prirodni prirast) i negativna (prirodni pad).
Slijedi smanjenje rodnosti. Naime, s povećanjem životnog standarda ljudi počinju više pozornosti planiranju obitelji (smanjuje se broj djece). Istodobno se dio stanovništva (pretežito mladih ljudi) iseljava u Novi svijet. Smrtnost je i dalje niska. Prijelaz s visoke rodnosti i smrtnosti na nisku rodnost i smrtnost naziva se demografska tranzicija. Taj proces nije počeo istodobno i nije trajao jednako u svim europskim državama. Najprije se pojavio u gospodarski najrazvijenijm državama. Danas je većina europskih država prošla kroz sve četiri faze demografske tranzicije, što znači trenutačno da imaju malu rodnost i malu smrtnost. Bivše komunističke države bilježe znatan prirodni pad, što znaći da više ljudi umire nego što ih se rađa.
Na ukupan broj stanovnika, osim rodnosti i smrtnosti, utječe i broj useljenih i iseljenih. Rodnost i smrtnost određuje prirodno kretanje stanovništva. Useljavanje (imigracije) i isljevanja (emigracije) određuju prostorno kretanje (migracije) stanovništva.

Mnogo Europljana preselilo u prekooceanske zemlje. Migracije su se odvijale u nekoliko valova. Iseljavanje je počelo nakon velikih zemljopisnih otkrića u 16. stoljeću kada je pustolovno stanovništvo Zapadne Europe krenulo prema kontinentima Novog svijeta. Međutim, tek tijekom 19. stoljeća zbog velikog prirodnog prirasta broja stanovnika Europe i gospodarskih kriza koje su pogađale prvenstveno siromašnije slojeve, došlo do golemog iseljavanja iz Europe. Na prijelazu iz 19. u 20. stoljeće emigracija je zahvatila države sredozemlja (posebice Italiju) i tadašnje Austro-Ugarske Monarhije.
 Posljednji val krenuo je nakon Drugog svjetskog rata i traje sve do današnjih dana. Obuhvaća sve države Europe, iako je najveći broj emigranata iz gospodarski nerazvijenih država. Poseban problem je iseljavanje mladih znanstvenika i sportaša koje rado primaju SAD, Kanada i Australija.
Osim migracija koje su se odvijale između kontinenata, postoje i unutareuropske migracije te migracije unutar jedne države. One su osobito došle do izražaja nakon Drugog svjetskog rata. Njemačko stanovništvo se zbog pripadnosti poraženoj vojnoj sili počelo iseljavati iz pograničnih prostora susjednih zemalja, a Rusi su počeli naseljavati države koje su nakon rata pripojene SSSR-u, npr. Litvu, Latviju i Estoniju. Šezdesetih godina 20. stoljeća počela je migracija stanovništva iz gospodarski manje razvijenih zemalja u one razvijenije. Također dolazi i do velikog preljeva stanovništva s nekadašnjih kolonijalnih područja u Aziji i Africi. Europa tako od iseljeničkog postaje useljenički kontinent.

## Religije i kulture Europe
- Najrasprostranjenija religijsko-kulturna zajednica Europe je Katolička Crkva kojoj pripadaju sljedeće države: Hrvatska, Francuska, Italija, Španjolska, Poljska, Slovačka, Slovenija, Češka, Austrija, Belgija, Litva, Malta, Monako, San Marino, Lihtenštajn, Andora, Mađarska, Irska, Portugal te oko polovica odnosno dijelovi nekih država kao što su Njemačka, Nizozemska, Švicarska, Bosna i Hercegovina te rubni dijelovi pojedinih regija Europe kao što su Transilvanija, Galicija, Vojvodina, Sjeverna Albanija i Boka kotorska.
- Druga religijsko-kulturna zajednica po zastupljenosti je Pravoslavna Crkva koja se sastoji od niza samostalnih (Autokefalnih) crkvi, njoj većinom pripadaju Europska Rusija, Ukrajina, Bjelorusija, Rumunjska, Srbija, Bugarska, Crna Gora, Makedonija, Moldavija, Grčka, Gruzija, Armenija te oko polovica država Cipar, Bosna i Hercegovina.
- Treća religijsko-kulturna zajednica su Protestanti, sastoje se od mnoštva protestantskih sljedbi koje su vrlo srodne Katoličkoj crkvi. Države koje pripadaju ovoj zajednici su Island, Norveška, Švedska, Finska, Latvija, Estonija, Danska, Velika Britanija te oko polovica teritorija država Nizozemska, Švicarska i Njemačka.
- Četvrta religijsko-kulturna zajednica je Islamska vjerska zajednica, ona nije autohtona na europskom tlu već je donesena iz Azije posredstvom Turskoga carstva. Europske države u kojima su većinsko pučanstvo muslimani jesu Albanija, Kosovo, europski dio države Turska, Azerbajdžan te Bosna i Hercegovina. Osim u spomenutim državama muslimanska religijsko-kulturna zajednica kao manjinska nazočna je u nekim državama jugoistočne Europe kao što su Makedonija, Bugarska, Srbija, Cipar, Crna Gora.

## Suvremena podjela Europe
Europa ima 45 država. Ta raskomadanost je posljedica burne povijesti, tj. brojnih seoba, ratova i promjena granica. U čestim sukobima mnoge su države nastajale i nestajale, a česte su bile i promjene granica. Brojne zemlje nastale su jer su narodi težili stvaranju nacionalnih država.

### Blokovska podjela Europe
Noviju europsku povijest obilježila je blokovska podjela nakon Drugog svjetskog rata. Saveznice iz Drugog svjetskog rata - SAD i (bivši) SSSR - postaju predvodnice dvaju političkih, gospodarskih i vojno suprotstavljenih blokova. Zapadni blok pod vodstvom SAD-a obuhvaćao je zemlje više stranačke demokracije s tržišnom (kapitalističkom) ekonomijom, tj. gospodarstvom na zapadu kontinenta, a istočni blok pod vodstvom SSSR-a obuhvaćao je socijalističke zemlje s državno-planskim gospodarstvom, smještene uglavnom na istoku kontinenta. Njemačka država bila je nakon Drugog svjetskog rata podjeljena na dva dijela, a svaki je pripadao jednom od blokova. Među blokovima je vođen hladni rat. Srećom, nikad nije došlo do izravnog sukoba golemih vojski. U sklopu Zapadnog bloka razvijan je vojno-sigurnosni savez NATO. a Istočni blok je osnovao svoj vojni savez.

### Nestajanje istočnog bloka
Krajem 80-tih godina 20. stoljeća propali su socijalizam i istočni blok u Europi. U sklopu tog procesa raspale su se neke višenacionalne socijalističke države. Od 15 republika SSSR-a nastalo je 15 samostalnih država. Raspadom SSSR-a na tlu Europe nastale su: Rusija, Ukrajina, Bjelorusija, Estonija, Latvija, Litva i Moldova. Čehoslovačka se raspala na Češku i Slovačku, a nakon krvavih ratova i Jugoslavija se raspala na 5 samostalnih država: Hrvatsku, Sloveniju, Bosnu i Hercegovinu, Makedoniju, SR Jugoslaviju (koje se kasnije raspala na Srbiju i Crnu Goru). Nakon nestanka socijalizma i blokovske podjele ujedinile su se Zapadna i Istočna Njemačka. Naime, tu su državu 1945. godine glavne zemlje pobjednice nad nacizmom najprije okupirali, a zatim i podijelili na 4 okupacijske zone. Godine 1949. od tih okupacijskih zona nastale su njemačke države (Zapadna i Istočna).

### Oblici vladavine
Prema obliku vladavine i državnom uređenju, države se dijele na republike i monarhije. Danas u europi prevladavaju republike. U suvremeneim monarhijama monarsi imaju simboličnu vlast koja se manifestira u svečanim prigodama, održavanju tradicije i funkciji uzora. Stvarnu vlast obnašaju predsjednici država, vlada i parlamenata. Europske monarhije dijele se na kraljevine (Belgija, Danska, Nizozemska, Španjolska, Švedska, Norveška i Ujedinjeno Kraljevstvo), kneževine (Lihtenštajn, Monako i Andora) i vojvodstva (Luksemburg)

## Gospodarstvo Europe
Europa je gospodarski razvijen kontinent, ali postoje znatne razlike među pojednim državama. Najrazvijenije su države zapadne, sjeverne i dijelom južne i srednje Europe. Bivše socijalističke zemlje istočne i jugiostočne Europe su slabije razvijene. To su države nastale raspadom SSSR-a i bivše Jugoslavije te Poljska, Češka, Mađarska, Slovačka, Rumunjska, Bugarska i Albanija. Postoji niz pokazatelja razvijenosti nekog prostora, a među njima su iznos nacionalnog dohotka po stanovniku i udio zaposlenih po sektorima.

### Gospodarski sektori
Djelatnosti primarnog (I.) sektora zapošljavaju danas u Europi sve manje radne snage, a u razvijenim zemljama čak manje od 5 %. Poljoprivreda je najvažnija djelatnost primarnog sektora. I ratarstvo i stočarstvo u većini zemalja su intenzivni. Stočarstvo (zbog klime) važnije u zemljama zapadne i sjeverne Europe te u planinskim područjima. Iako poljoprivreda zapošljava sve manje ljudi, pridonosi u razvijenom dijelu Europe su izrazito visoki. To je moguće zahvaljujući sve većoj upotrebi suvremenih strojeva i znanstvenih dostignuća (kvalitetnjih vrsta sjemena, umjetnih gnojiva i slično). Ribarstvo je najrazvijenije uz Atlantski ocean, posebno u plitkim i hladnijim morima bogatim planktonom. U sjevernoj Europi važno je i šumarstvo.
Djelatnosti sekundarnog (II.) sektora su industrija, rudarstvo, građevinarstvo i proizvodni obrt. U industriji je danas zaposleno 20 do 30 % stanovnika Europe. Razvoj industrije počeo je u drugoj polovici 18. stoljeća upravo u Europi, točnije u Engleskoj, uz nalazišta ugljena i željezne rude u starom gromadnom gorju. Izumom parnog stroja 1769. i njegovom primjenom u industriji i rudarstvu počinje prva industrijska revolucija. Industrijalizaciju prati urbanizacija, odnosno razvoj gradova i povećanje broja gradskog stanovništva (jer su se ljudi počeli naseljavati uz rudnike i industriju). Promjene u industrijskoj proizvodnji i prometu pod utjecajem primjene elektriciteta i motora s unutarnjim sagorijevanjem nazivaju se druga industrijska revolucija. Primjenom nuklearne energije te izumom računala počela je treća industrijska revolucija.
Važno je napomeniti da su procesi industrijalizacije najjači u razvijenim europskim zemljama, dok ostale tek ulaze u treću industrijsku revoluciju. Uz industriju su vezani i rudarstvo i energetski izvori.
Iako je Europa prilično bogata raznim rudama (ugljen, željezo, bakar, olovo, cink i boksit), danas se zbog iscrpljenosti nalazišta te jeftinog uvoza rude većinom kupuju i uvoze. Glavni izvori energije u doba prve industrijske revolucije bili su drvo i ugljen, a danas se najviše upotrebljavaju nafta i plin. Europa ima nalazišta nafte, ali ona nisu dovoljna i nafta se mora uvoziti.
Kako su svi navedeni izvori energije neobnovljivi i ekološki uglavnom nepovoljni, u budućnosti bi se trebalo sve više orijentirati na obnovljive izvore. To su energija vode, vjetra, Sunca i sl.
U prošlosti najvažnije su grane industrije u Europi bile tekstilna industrija i crna metalurgija. Danas su to elektronička, automobilska, prehrambena, kemijska i strojogradnja. Sve se više razvijaju čiste industrije, odnosno one koje primjenjuju visoku tehnologiju i nova znanstvena dostignuća te imaju malo otpadaka i manje onečišćuju. U doba prve industrijske revolucije pogoni su se nalazili uz nalazišta ruda, a u novije vrijeme u lukama (proces litoralizacije), uz prometnice i tamo gdje ima dovoljno obrazovane radne snage.
Tercijarni (III.) sektor obuhvaća uslužne djelatnosti poput prometa, trgovine, turizma, bankarstva, školstva i zdravstva. U njemu je danas zaposleno najviše Europljana (oko 60 %) razlog tomu je sve veća automatizacija u poljoprivredi i industriji, što smanjuje potrebu za zapošljavanjem u tim djelatnostima. Uz to sve više slobodnog vremena i novca povećava potrebu za korištenjem raznim uslugama.
Raspored zaposlenih prema sektorima mijenjao se s gospodarskim napretkom. S vremenom se sve više smanjivao udio zaposlenih u sekundarnom i posebno u primarnom sektoru, a znatno je rastao i broj zaposlenih u tercijarnom sektoru. Danas je najviše zaposlenih u tercijarnom sektoru, a slijede sekundarni i s najmanje zaposlenih primarni sektor. U tercijarizaciji gospodarstva najdalje su došle razvijene zapadnoeuropske zemlje. Obrazovana radna snaga i sve veće ulaganje u znanost postaju najvažniji uvjeti razvoja u suvremenoj Europi.

## Regionalizacija
Regija je područje koje obuhvaća prostor međusobno istih prirodnih (npr. reljef, klima) i društvenih značajki (npr. razvijenost gospodarstva). S obzirom na brojnost država te raznolikost prostora, Europu možemo podijeliti na šest regija: zapadnu, sjevernu, srednju, južnu, jugoistočnu i istočnu Europu. Nekim je državama teško odrediti pripadnost određenoj regiji zbog prijelaznog položaja. Primjeri za to su Francuska i Hrvatska.

### Zapadna Europa
Toj regiji pripadaju: Ujedinjeno Kraljevstvo, Irska, Francuska, Nizozemska, Belgija, Luksemburg i Monako. Većina država zapadne (atlantske) Europe ima izlaz na Sjeverno more. Prirodna bogatsva (rude ugljena i željeza te nafta i plin u Sjevernom moru), nizinski reljef i ugodna klima omogućili su gustu naseljenost. U toj regiji počela je industrijska revolucija. Zapadna Europa je gospodarski vrlo razvijena. Sve države te regije su članice Europske unije.

### Sjeverna Europa
Island, Danska, Norveška, Švedska, Finska, Litva, Latvija i Estonija su države sjeverne Europe. Planinski reljef, hladna klima i malo pogodnog tla uvjetovali su najrjeđu naseljenost u Europi. Prirodna bogatstva (šume, hidrogenizacija, željezna ruda, nafta i plin te bogatstvo ribe) i razvijena industrija omogućavaju visoki životni standard. Od navedenog se razlikuju Litva, Latvija i Estonija, koje su od početka 1990. godine bile dio SSSR-a. Sada prolaze dug i mukotrpan proces prelaska iz socijalistčkog u kapitalističko društveno uređenje, odnosno iz planskog u tržišno gospodarstvo.

### Srednja Europa
U tu regiju, koja se nalazi na važnom prometnom položaju, pripadaju države: Njemačka, Austrija, Švicarska, Lihtenštajn, Slovenija, Mađarska, Češka, Slovačka, Poljska i Hrvatska. Reljef je raznolik, a klima umjereno topla. Etnički sastav je složen jer se u ovoj skupini dodiruju dvije velike skupine naroda i jezika: Germani i Slaveni. Veći dio regije bio je od Prvog svjetskog rata unutar Austro-Ugarske Monarhije. Osim guste naseljenosti, regiju obilježavaju i velike razlike u razvijenosti gospodarska pojedinih država. Bivše socijalističke države (Mađarska, Poljska, Češka, Slovačka, Slovenija i Hrvatska) mnogo su slabije razvijene od zemalja na zapadnom dijelu regije.

### Južna Europa
Portugal, Španjolska, Italija, Grčka, Albanija i Malta, mijiaturne države (San Marino, Andora te Vatikan) uz posjede Ujedinjenog Kraljevstva - Gibraltar, čine regiju južne Europe. Reljef je raznolik, klima prilično suha, a plodnog je tla malo. Stanovništvo je usmjereno na more. U prošlosti su za regiju bile karakteristične snažne emigracije u razvijene države Europe i svijeta. Danas je taj dio Europe srednje razvijen, osim Albanije koja se nalazi na samom dnu razvijenosti.

### Jugoistočna Europa
Rumunjska, Bugarska, Makedonija, Bosna i Hercegovina, Srbija, Crna Gora i Kosovo čine jugoistočnu Europu. Jugoistočna Europa se nalazi na glavnom kopnenom prometnom smjeru između Azije i Europe. Prevladavaju slavenski narodi i pravoslavna regija. Islam je prisutan zbog više stoljetne vlasti Osmanlijskog Carstva. Regija je slabije gospodarski razvijena što je odraz burne povijesne i političke nestabilnosti. Industrijska revolucija počela je na ovim prostorima tek u 20. stoljeću, a u socijalističko društveno uređenje od 1945. do 1990. godine i sadašnji težak prijelaz u kapitalizam dodatno su opteretili ionako slabo razvijeno gospodarstvo.

### Istočna Europa
Ta regija obuhvaća Ukrajinu, Bjelorusiju, Moldovu i europski dio Rusije. Sve te nastale države nastale su raspadom SSSR-a 1990. godine. Stanovništvo je većinom slavensko. Reljef je pretežito nizinski. Unatoč prirodnim bogatsvima i obilju plodnog tla, gospodarstvo je najslabije razvijeno u tom dijelu Europe. To je najvećim dijelom posljedica dugotrajnog socijalističkog državnog uređenja.

## Vanjske poveznice
Sestrinski projekti
|  | Zajednički poslužitelj ima još gradiva o temi Europa |

Mrežna mjesta
- Karta Europe
- Fotografije:  i
- Zaštićena područja u Europi
- Europe2U - karte, fotografije, informacije